# Los Angeles Grand Prix
Il Los Angeles Grand Prix è stato un torneo di tennis facente parte del Grand Prix e dello USLTA Indoor Circuit giocato nel 1972 a Los Angeles negli Stati Uniti su campi in sintetico indoor.

## Albo d'oro

### Singolare
| Anno | Vincitore     | Finalista      | Punteggio     |
| ---- | ------------- | -------------- | ------------- |
| 1972 | Andrés Gimeno | Pierre Barthes | 6–3, 2–6, 6–2 |

### Doppio
| Anno | Vincitori               | Finalisti               | Punteggio     |
| ---- | ----------------------- | ----------------------- | ------------- |
| 1972 | Jim McManus Jim Osborne | Ilie Năstase Ion Țiriac | 6–2, 5–7, 6–4 |